# Tringilburra lugens
Tringilburra lugens là một loài bướm đêm trong họ Noctuidae.